# میندلزی
میندلزی (به آلمانی: Mindelsee) یک دریاچه در آلمان است که در رادولفتسل آم بودن‌زی واقع شده‌است.